# Lin Chia-hsing
Lin Chia-hsing (* 13. Juli 1999) ist ein taiwanischer Leichtathlet, der sich auf den Weitsprung spezialisiert hat.

## Sportliche Laufbahn
Erste internationale Erfahrungen sammelte Lin Chia-hsing bei den Asienmeisterschaften 2019 in Doha, bei denen er mit einer Weite von 7,95 m den vierten Platz belegte. Anschließend schied er bei der Sommer-Universiade in Neapel teil, schied dort aber mit 7,56 m in der Qualifikation aus. Auch bei den Weltmeisterschaften in Doha im September schied er ohne einen gültigen Versuch in der Qualifikation aus. 2023 wurde er bei den Asienmeisterschaften in Bangkok mit 7,88 m Achter. Anschließend gewann er bei den World University Games in Chengdu mit 7,83 m die Bronzemedaille hinter dem Chinesen Zhang Jingqiang und seinem Landsmann Wen Hua-yu. Im Oktober belegte er bei den Asienspielen in Hangzhou mit 7,67 m den neunten Platz. 2025 belegte er bei den Asienmeisterschaften in Gumi mit 7,73 m den achten Platz.
In den Jahren 2018 und 2024 wurde Lin taiwanischer Meister im Weitsprung. 